# MOA-2008-BLG-310L
MOA-2008-BLG-310Lは、さそり座の方角におよそ2万5千光年の距離にある23等級の恒星である。この恒星は、太陽の0.21倍の質量を持ち、M型主系列星か褐色矮星であると推測される。

## 惑星系
2008年7月6日に、重力マイクロレンズ現象が観測された。この重力マイクロレンズによる背後の恒星の増光は、手前を横切った恒星単独よりも、太陽系外惑星が存在した方が観測とよく合うことから、惑星が発見された。この惑星は、親星から1.6AUの軌道を公転し、質量は地球の23倍であると推定される。
| 名称 | 質量               | 軌道長半径 （天文単位） |
| b    | 23.4 +23.9 −9.9 M⊕ | 1.61 ± 0.98             |